# The Last Ninja
The Last Ninja ist eine Computerspielreihe des englischen Unternehmens System 3. Sie besteht aus drei Action-Adventure-Spielen, die zwischen 1987 und 1991 erschienen sind.
Die Spiele haben sich mehr als drei Millionen Mal verkauft. Kritiker bescheinigten den Spielen eine hervorragende Grafik und einen gelungenen Soundtrack, bemängelten jedoch die Steuerung und das simple Spielprinzip, das bei allen Spielen fast identisch war.

## Allgemeines

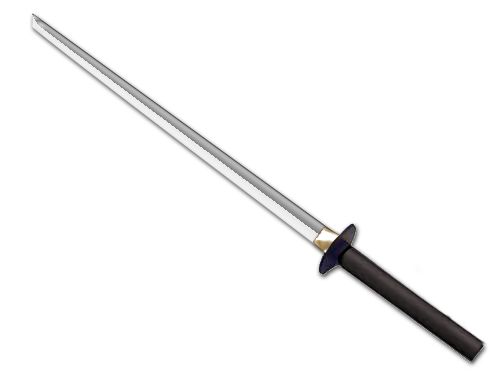
Ninjatō

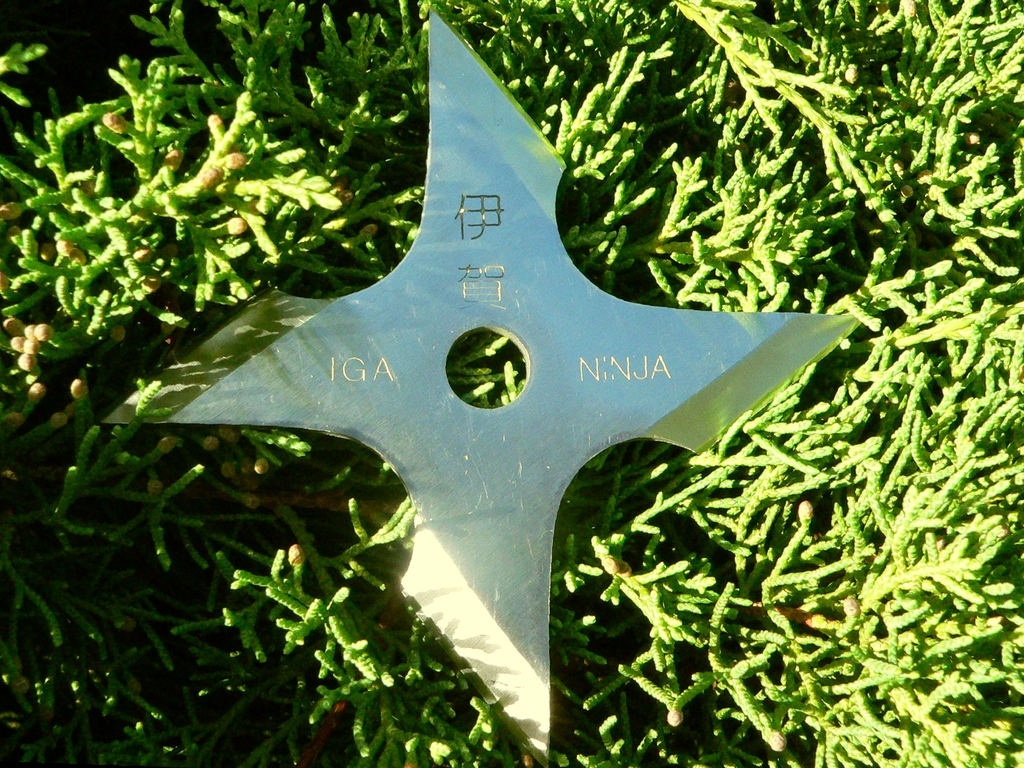
Shuriken

Im Wesentlichen bestehen die Spiele aus Kampfszenen und dem Lösen von einfachen Rätseln. Die Spielfigur durchquert eine isometrische Landschaft, die nicht scrollt (also sich nicht bewegt). Stattdessen gelangt die Spielfigur durch das Erreichen des Bildschirmrandes von einer Szene zur nächsten. Unterwegs kann der Spieler einige Waffen (z. B. ein Schwert oder einen Bambusstock) finden, die sich in ihrer Schlagkraft unterscheiden. Zudem kann der Spieler Ninja-Sterne einsetzen, die auf den Gegner geworfen werden können. Andere Objekte werden wie in einem Adventure gesammelt und dienen zur Lösung der Rätsel.
Um die zahlreichen Grafiken in das Spiel integrieren zu können, wurde das Spiel nicht komplett in den Arbeitsspeicher geladen. Stattdessen wurde nach erfolgreichem Abschluss eines Levels der nächste Bereich von Kassette oder Diskette nachgeladen, was das Spiel grafisch und musikalisch sehr abwechslungsreich erscheinen ließ. Dieses Vorgehen wurde auch von anderen Spielen gewählt, um die 64 KByte Speicherkapazität des Commodore 64 zu überschreiten, auch wenn dies für den Spieler längere Wartezeiten während des Ladevorgangs bedeutete. Eine weitere Hürde war die 170-KByte-Grenze der Disketten. The Last Ninja wurde ebenso wie andere umfangreiche Spiele (z. B. Summer Games II, Winter Games, California Games) auf mehreren Datenträgern ausgeliefert.
Der Erfolg der Serie beruht neben der technischen Umsetzung vor allem auf der Beliebtheit der Martial-Arts-Filme bzw. dieser Thematik in den 80ern. Die Filme Karate Kid (1984), American Ninja (1985), Karate Tiger (1986) und Bloodsport (1988) waren erfolgreiche Kinofilme, die zu mehreren Sequels führten und den jeweiligen Schauspielern Ralph Macchio, Michael Dudikoff und Jean-Claude Van Damme zu ihrem Durchbruch verhalfen. Ende der 1980er-Jahre wurde die Comic-Serie Teenage Mutant Ninja Turtles so berühmt, dass mehrere TV-Serien (ab 1987), Videospiele (ab 1989) und eine Verfilmung (2014) mit Stars wie Megan Fox und Whoopi Goldberg folgten. Zur gleichen Zeit (1988) erschien auch der erste Teil der mehrteiligen Ninja-Gaiden-Computerspielserie, die bis heute fortgesetzt wurde.
Mark Cale und Tim Best entwickelten und gestalteten alle Teile der Serie. Teil 1 und 2 wurde von John Twiddy programmiert; Hugh Riley war für die Grafik verantwortlich. Stan Schembri programmierte Last Ninja III. Robin Levy, John Kemp, Dan Phillips und Arthur Van Jole waren die Grafiker. In einem Interview mit der britischen Zeitschrift Retro Gamer äußert sich Mark Cale über seine Unzufriedenheit mit dem späteren Entwicklungsteam. Das Spiel hätte seinen Erwartungen nicht entsprochen. Die SID-Musiker der Originalversion waren Ben Daglish und Anthony Lees. Matt Gray war für die Musik im zweiten Teil verantwortlich. Reyn Ouwehand komponierte den Soundtrack des dritten Teils.
Die Spiele können heute neben der ursprünglichen Hardware auch auf Commodore-64-Emulatoren wie dem VICE gespielt werden.

## Levelaufbau
Die Spiele und auch der Levelaufbau ähneln sich innerhalb der Trilogie. Exemplarisch wird im Folgenden der zweite Level „The Wilderness“ von The Last Ninja beschrieben.
Der Level spielt außerhalb der Palastmauern des Endgegners. Die Aufgabe des Spielers ist es, einen Zugang zum Palast zu finden. Das Haupttor ist zwar verschlossen, es existiert jedoch ein weiterer Zugang, der von zwei steinernen Drachen bewacht wird. Einer von beiden speit Feuer, wenn sich der Spieler dem Zugang nähert. Des Weiteren muss der Spieler eine Felswand, eine Steinwand, eine Schlucht, einen Fluss und einen Sumpf überwinden. Zusätzlich wartet in vielen Bildern ein Gegner auf den Spieler, der besiegt werden muss.
Um die Wände zu erklimmen bzw. herunterzusteigen, muss der Spieler eine Klaue einer Löwenstatue mitnehmen. Unterwegs findet er auch einen Handschuh, mit dem er eine Rose anfassen und mitnehmen kann. Die Rose wird in den nächsten Levels benötigt. Die Schlucht lässt sich durch einen Salto überwinden. Der Fluss und der Sumpf lassen sich jedoch nicht mit einem Sprung bewältigen. Hier müssen z. B. die Steine im Fluss zur Hilfe genommen werden, wobei der Spieler sich für die richtige Richtung entscheiden muss, um von einem Stein zum anderen zu springen. Verfehlt der Spieler einen Stein, so stirbt die Spielfigur. Das letzte Problem (Feuer speiende Drachen) lässt sich durch das Anfassen eines magischen Objektes lösen. Dadurch wird die Spielfigur für eine bestimmte Zeit feuerfest und muss daher unter Zeitdruck die Drachen erreichen. Auf dem Weg dorthin, muss wieder ein Fluss und ein Sumpf überquert werden.

## The Last Ninja
Die Hintergrundgeschichte handelt von einer Gruppe Ninjas, die in der an das mittelalterliche Japan angelehnten Spielwelt als eine mächtige und von den Samurai beneidete Fraktion dargestellt werden. Der Antagonist Kunitoki, ein Shōgun und Magier, tötet bis auf eine Ausnahme alle Ninjas. Diese befanden sich laut Rahmenhandlung auf einer Insel, um am „Shrine of the White Ninja“ ihre Kampfkunst zu vertiefen. Der Spieler steuert den letzten überlebenden Ninja Armakuni und versucht zu verhindern, dass der Shogun auf jener fiktiven Insel seine Elitetruppen zu Ninjas ausbilden kann. Dazu bahnt er sich seinen Weg durch das Lösen von Rätseln und Kämpfen, bis hin zum Endgegner Kunitoki.
Die Spielwelt besteht aus sechs Levels. Sie beinhaltet zwei Außenareale und vier zum Palast Kunitokis gehörende Gebiete. Die Gegner sehen sich im Gegensatz zu den Nachfolgern alle sehr ähnlich – mit Ausnahme von Spezialgegnern wie einem Hund im sechsten Level und Kunitoki selbst. In den ersten Levels blinken wichtige Objekte, wenn der Spieler das Bild betritt und die besiegten Gegner werden vom Spiel entfernt. In den späteren Levels müssen wichtige Objekte selbst erkannt werden und die Gegner müssen erneut bekämpft werden, wenn der Spieler eine Szene erneut betritt. Neben den Kämpfen und Rätsel muss der Spieler beispielsweise Flüsse oder Sümpfe durch geschickte Sprünge überwinden.
Das Spiel ist zunächst auf dem Commodore 64 erschienen und wurde später auf diverse andere Systeme umgesetzt. The Last Ninja zählt zu den kommerziell erfolgreichsten Spielen auf dem Commodore 64. Europaweit wurden über 750.000, weltweit über 2.000.000 Kopien verkauft.
Das Spiel wurde von der Fachpresse zumeist sehr positiv aufgenommen. Das britische Magazin ZZAP! 64 vergab 94 %. Der Spielablauf wurde als gut aufbereitet und die Grafik als brillant beschrieben: „The Last Ninja’s gameplay isn’t anything special, but the concept has been executed extremely well. […] The graphics however are nothing short of brilliant“.
Das Magazin ASM vergab den Titel „ASM HIT“ und lobte die „Spitzengrafik“ sowie die „perfekte Animation der Figuren“. Das Spiel würde „Dank der Komplexität und der Schwierigkeit“ zu einem „Superspiel“.
Heinrich Lenhardt und Boris Schneider bewerteten The Last Ninja im Spiele-Sonderteil von Sonderheft 4/87 der Happy Computer eher durchschnittlich: „Die Grafik ist schlichtweg ein Hammer und gehört zum Besten, was man je auf dem C64 gesehen hat […] Das Spielprinzip selbst ist sein Geld nicht wert, aber die Effekthascherei ist wirklich eindrucksvoll gelungen.“

## Last Ninja 2: Back With A Vengeance
Ein Jahr später erschien die Fortsetzung unter dem Titel Last Ninja 2: Back With A Vengeance. Spielte die Handlung im ersten Teil noch im mittelalterlichen Japan, so befasst sie sich im zweiten Teil mit New York City im späten 20. Jahrhundert. Diesen Wechsel von Zeit und Ort erklärt die Spielgeschichte mit Hilfe einer magischen Kugel und der sogenannten „Ninjagötter“, die Kunitoki und Armakuni in die Zukunft der Spielwelt beförderten. Die Aufgabe des Spielers besteht darin, ein korruptes Unternehmen des Shoguns zu zerschlagen und ihm jene magische Kugel zu entwenden. Die sieben Level führen dabei vom Central Park über die Kanalisation und eine Opiummanufaktur bis hin zur Hochburg des Antagonisten.
Im Gegensatz zum ersten Teil der Serie, tritt die Spielfigur gegen eine ganze Reihe unterschiedlich dargestellter Gegner an. Neben den vom Vorgänger bekannten immer gleich aussehenden Standardgegnern, wurden unter anderem Polizisten, Punks und Gangster in die Handlung eingefügt. Die Gegner müssen anfangs zweimal besiegt werden, bevor sie endgültig vom Spiel entfernt werden. In den späteren Levels regenerieren sich die Gegner permanent. Neu sind die beweglichen Objekte in den Spielszenen. Beispielsweise kann ein Fluss im ersten Level nur überquert werden, wenn der Spieler zum richtigen Zeitpunkt auf ein Boot springt, das im Fluss treibt. Auch in diesem Spiel gibt es wieder ein paar Spezialgegner wie ein Krokodil, einen Panther oder einen Bienenschwarm, die sich entweder durch eine List besiegen oder anderweitig überwinden lassen.
Der zweite Teil übertraf den ersten Teil der Serie in Bezug auf die grafische Gestaltung. Das Spiel verkaufte sich mehr als 1,2 Millionen Mal. Matt Gray komponierte die Musik zum Spiel. Da sich nach dem Erfolg des ersten Teils ein Medienrummel um die Veröffentlichung von Back With A Vengeance einstellte, entschied der Hersteller zusätzlich eine limitierte Edition auf den Markt zu bringen. Diese enthielt eine Ninja-Maske und Wurfsterne. Nach Angaben von Spieleentwickler Mark Cale fielen diese etwas massiver als geplant aus und einige Läden weigerten sich daher die Variante zu verkaufen.
Der zweite Teil der Serie wurde von ZZAP! 64 generell als ein „mehr als würdiger Nachfolger“ („A more-than-worthy sequel“) beschrieben. Im Happy-Computer Special 6 von 1988 geben die Tester Schneider und Lenhardt Last Ninja 2 eine bessere Bewertung als dem Vorgänger („Gut!“): „Der Nachfolger gefällt mir wesentlich besser, denn hier gibt es viel mehr Puzzles, noch farbenfrohere Grafik, hitverdächtigere Musik und eine packende Handlung.“ Eher negativ fällt das Kampfsystem und die Steuerung auf: „Nicht so toll gefallen haben mir die Kampf-Szenen, die immer sehr ähnlich ablaufen und auf Dauer langweilig werden. Auch die Steuerung des Ninjas liegt mir nicht so recht.“ ASM bewertete das Spiel ähnlich und verlieh dem Titel als „neues Kultspiel“ wieder den „ASM HIT“. Amiga Joker bezeichnete die Amiga-Portierung als „Trauer-Spiel“. Bei einer Wertung von 44 % sei „praktisch alles schlechter als beim Original“. Die Zeitschrift schreibt: „Die Grafik hat stark gelitten, selbst die Animationen sind nicht mehr so gut. […] Die Steuerung war zwar schon ehedems recht kompliziert, aber jetzt läuft der arme Kerl wie behindert durch die Gegend und lässt sich kaum noch vernünftig kontrollieren.“.
 Das Magazin 64’er zeichnete Last Ninja 2 in seiner Retrospektive Spiele '88 als das Spiel mit der „Besten Grafik“ aus.

## Last Ninja 3
System 3 veröffentlichte im Jahr 1991 Last Ninja 3 für den Commodore 64. Später folgten Portierungen für den Amiga, CD³² und Atari ST. Eine Version für den Sinclair ZX Spectrum war, wie schon beim ersten Teil in Arbeit, wurde jedoch nie veröffentlicht. Die dritte Episode der Serie spielt in Tibet. Die Geschichte handelt erneut vom Protagonist Armakuni und dem Bösewicht Kunitoki, der sich nun in den sogenannten „Palace of Mysteries“ zurückgezogen hat.
Der „Palace of Mysteries“ wird im Spiel durch fünf Levels dargestellt, die jeweils aus zwölf bis 16 Bildschirmseiten bestehen. Eine Neuerung im dritten Teil sind Ehre und eine Bushido-Kraft. Geht der Spieler Kämpfen aus dem Weg, gewinnt die Spielfigur keine Ehre und verliert so ihre Bushido-Kraft. Diese ist laut Spielanleitung wichtig für den Abschluss des Spiels und für die Stärke insgesamt. Von diesem Punkt abgesehen und der erneut verbesserten Darstellungsform, hat sich das Spielprinzip nicht geändert. Es gibt lediglich eine neue unterstützende Anzeige, die anzeigt, ob der Spieler an einem Objekt vorbeiläuft, das er mitnehmen kann.
System 3 veröffentlichte den dritten Teil der Reihe zusätzlich auf einem Steckmodul für den Commodore 64. Durch das Einsetzen und so direkte Einbinden solch eines Moduls in die Hardware des Systems konnte das Nachladen komplett abgeschaltet werden.
Da sich das Spielprinzip im Vergleich zum ersten Teil nicht wesentlich geändert hat, wiederholt das ZZAP!-64-Magazins seine Kritik zum ersten Spiel: „The Last Ninja’s gameplay isn’t anything special, but the concept has been executed extremely well.“ Trotz dieses Kritikpunktes erhielt das Spiel eine Endwertung von 93 %. Die Bewertung der Power Play fiel wesentlich schlechter aus. Grafik und Sound wurden zwar wieder positiv hervorgehoben, jedoch führte die Steuerung und einige schwere Passagen zu einer eher negativen Wertung: „Ich halte die Steuerung des (hoffentlich) letzten Ninjas für eine absolute Frechheit. […] Was bleibt ist ein leichtes Bedauern, denn Last Ninja III ist grafisch und akustisch beeindruckend.“ Ein Kollege ergänzt: „Eine katastrophal schlechte Steuerung und haufenweise unfaire Stellen sorgen für Dauerfrust.“ Der Amiga Joker kritisierte Grafik und Sound als altbacken bzw. „bescheiden“ und wertete das Preis-Leistungs-Verhältnis als unzureichend gegenüber konkurrierenden Spielen.

## Last Ninja Remix
Last Ninja Remix erschien 1990 in zwei Versionen. Die Variante für 8-Bit-Rechner, wie den Commodore 64, ist eine Neuauflage des zweiten Teils der Last-Ninja-Reihe. Die 16-Bit-Version für Amiga und Atari ST hingegen ist eine Portierung des ersten Teils, der bis dahin nicht für diese Systeme veröffentlicht wurde.
Die Version für 8-Bit-Rechner besitzt lediglich eine überarbeitete Statusgrafik und einen neuen Soundtrack, der zum Teil Remixe von Stücken der ersten beiden Teile enthielt.
Laut ASM sei jedoch die 16-Bit-Version von Grund auf neu programmiert und an den damaligen Stand der Technik angeglichen worden. Diese sehe „um Längen besser aus, als die vermurkste 16-Bit-Ninja-2-Version von Activision“. Auch der Remix erhielt deshalb die Auszeichnung „ASM HIT“.
Jochen Hippel ist für die Musikuntermalung der Atari- und Amigaumsetzung verantwortlich gewesen; Reyn Ouwehand arrangierte die Stücke der Commodore-64-Neuveröffentlichung.

## Last Ninja 4
In der Fachpresse wurden erste Informationen und Screenshots über ein viertes Spiel der Last-Ninja-Reihe veröffentlicht. Demnach sollte das Spiel für die Xbox erscheinen und statt der isometrischen Ansicht 3D-Grafik enthalten. Das Spiel ist bis heute nicht erschienen und annulliert.

## Ähnliche Spiele
System 3 brachte weitere Spiele mit ähnlicher Optik heraus. 1990 erschien das Spiel Vendetta. Das 1996 erschienene Spiel Beauty and the Beast (nach dem Disney-Film Die Schöne und das Biest) mit fast identischer Grafik ist dagegen ein Spiel von iranischen Entwicklern.